# Moncourt-Fromonville
Moncourt-Fromonville [mɔ̃kuʁ fʁɔmɔ̃vil] (bis zum 31. Dezember 2024 Montcourt-Fromonville) ist eine französische Gemeinde mit 1.908 Einwohnern (Stand: 1. Januar 2022) im Département Seine-et-Marne in der Region Île-de-France. Sie gehört zum Arrondissement Fontainebleau und zum Kanton Nemours.
Die Einwohner werden Moncourtois(es) genannt.

## Geographie
Moncourt-Fromonville liegt am Schifffahrtskanal Canal du Loing.

### Nachbargemeinden
Umgeben ist Moncourt-Fromonville von den Gemeinden Grez-sur-Loing im Norden und Westen, La Genevraye im Nordosten, Nonville im Osten und Südosten, Darvault im Süden und Südosten sowie Nemours im Süden und Südwesten.

## Bevölkerungsentwicklung
| Jahr      | 1962 | 1968 | 1975 | 1982 | 1990 | 1999 | 2006 | 2012 |
| Einwohner | 481  | 500  | 614  | 1510 | 2183 | 2231 | 2137 | 2057 |

## Sehenswürdigkeiten
- Kirche Saint-Étienne aus dem 12. Jahrhundert mit Umbauten aus dem 16. Jahrhundert, Monument historique
- Schloss Moncourt, auch Schloss Chaillot, im 19. und 20. Jahrhundert erbaut, seit 1997 Rathaus
- Schloss Pleignes aus dem 14. Jahrhundert

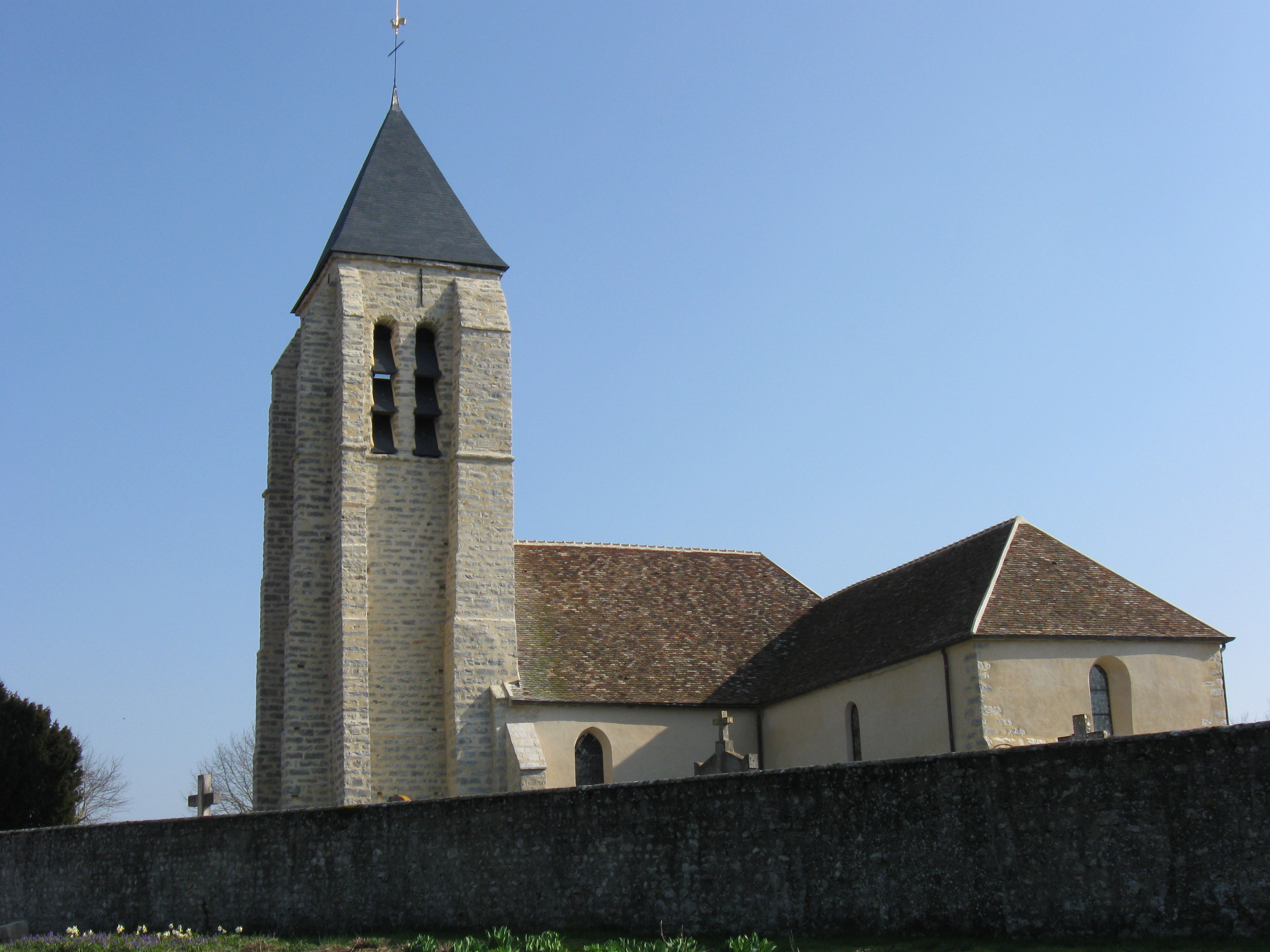
Kirche Saint-Étienne

## Nachweise
1. ↑  Décret n° 2024-863 du 8 août 2024 portant changement du nom de communes, legifrance.gouv.fr, abgerufen am 20. Januar 2025